# Сосновка (Баймацький район)
Сосно́вка (рос. Сосновка, башк. Сосновка) — присілок (колишнє селище) у складі Баймацького району Башкортостану, Росія. Входить до складу Зілаїрського сільської ради.
До 9 лютого 2008 року присілок називався — Сосновского отділення.
Населення — 407 осіб (2010; 530 в 2002).
Національний склад:
- башкири — 96%